# پاتریک تسه
پاتریک تسه (چینی سنتی: 謝賢؛ انگلیسی: Patrick Tse؛ زادهٔ ۹ اوت ۱۹۳۶) کارگردان فیلم، تهیه‌کننده فیلم و بازیگر اهل چین است.
از فیلم‌ها یا مجموعه‌های تلویزیونی که وی در آن‌ها نقش داشته است، می‌توان به فوتبال شائولین، شمشیر بی‌رحم و سرخ اشاره نمود.